# Мейфер
Мейфер або Мейфейр (англ. Mayfair) — квартал офісних будівель у Вестмінстері, обмежений з півдня Грін-парком і Пікаділлі, зі сходу — Риджентс-стріт, з півночі — Оксфорд-стріт і з заходу — Гайд-парком, а також житловим кварталом Белгравія. Офісна орендна плата тут одна з найвищих у Великій Британії.
Район бере назву від травневої ярмарки, яка переїхала сюди з Геймаркету в 1686 році й була видалена на вимогу місцевих жителів у 1764 році. У XVIII столітті забудовою кварталу займалися герцоги Вестмінстери з роду Гросвенорів; їх ім'я увічнене в назві центральної площі Гросвенор-сквер, на якій стоїть посольство США.
Серед визначних пам'яток кварталу — вулиця фешенебельних магазинів Бонд-стріт, Королівська академія мистецтв і будинок-музей Генделя. Центром громадського життя району можна назвати площу Пікаділлі.

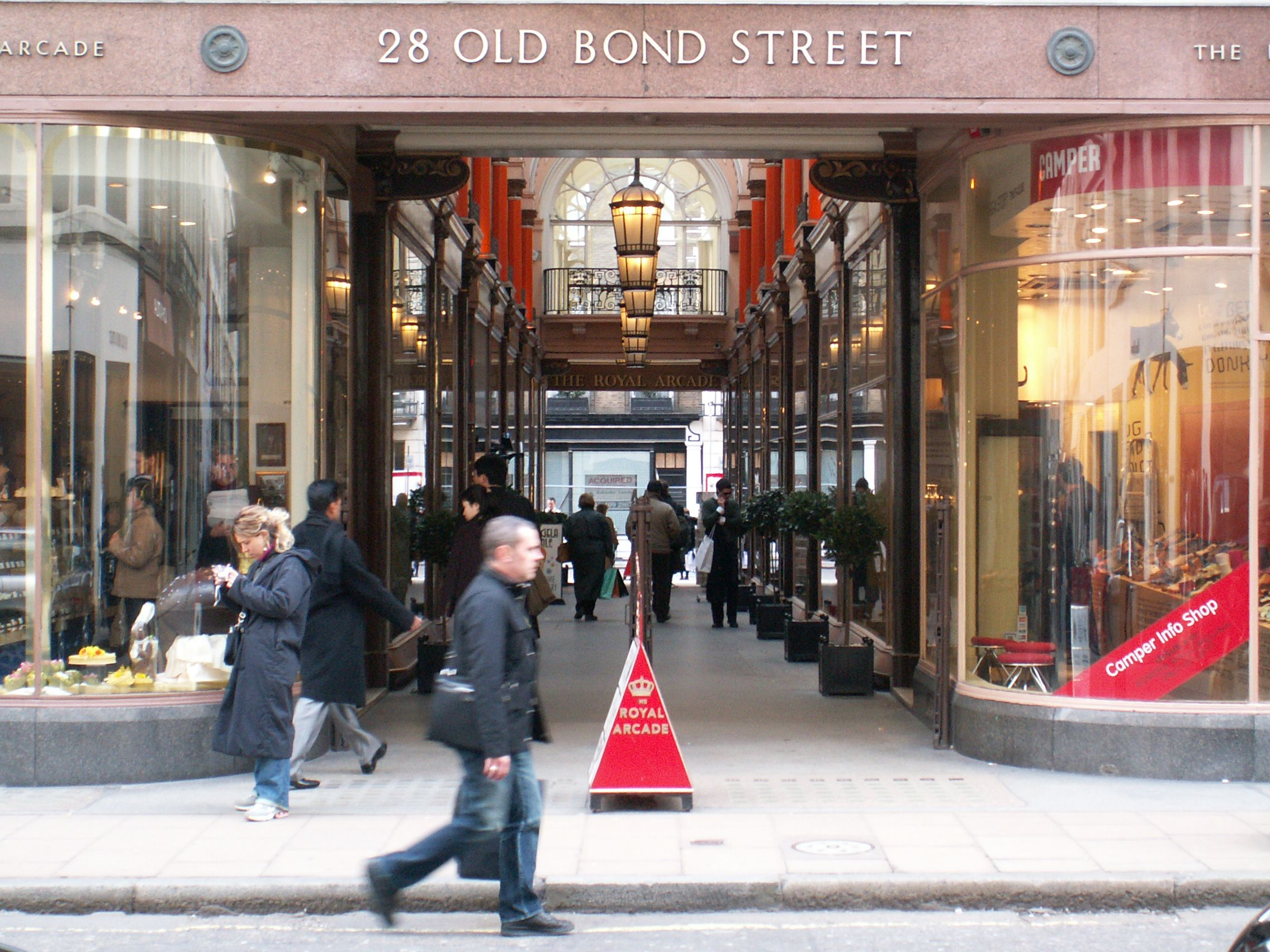
Пасаж на Бонд-стріт.